# Ceyx rufidorsa
Ceyx rufidorsa é uma espécie de ave da família Alcedinidae (por vezes considerada como uma subespécie da Ceyx erithaca).
Pode ser encontrada nos seguintes países: Brunei, Índia, Indonésia, Malásia, as Filipinas e Tailândia.